# 琴浦発電所
琴浦発電所（ことのうらはつでんしょ、時期によっては琴ノ浦発電所）は、かつて和歌山県和歌山市毛見に存在した石炭火力発電所である。1922年（大正11年）より1959年（昭和34年）にかけて運転された。
和歌山水力電気が計画し、京阪電気鉄道により竣工。合同電気、東邦電力、日本発送電と渡った後、戦後は廃止まで関西電力に所属した。出力は最大で1万6350キロワット。

## 歴史
和歌山市を中心に電気を供給していた明治末期から大正にかけての電力会社和歌山水力電気では、大戦景気により電力不足の状態となったので、需要急増に対処する当面の措置として、さらには当時計画中の水力発電所が完成した後の渇水時補給用として、火力発電所を新設する計画を立てた。これに従って1920年（大正9年）12月、和歌山近郊の紀三井寺村大字毛見（1940年和歌山市へ編入）の埋立地にて琴ノ浦発電所を着工、1922年（大正11年）12月22日に竣工させた。この工事中の1922年7月1日、和歌山水力電気は京阪電気鉄道に合併されている。当初の発電所出力は5000キロワットであった。
京阪電気鉄道時代も需要増加が続いたため琴ノ浦発電所では増設工事が1925年（大正14年）11月に起こされ、翌1926年（大正15年）7月17日に竣工。ボイラー8缶とタービン発電機3台からなる認可出力1万キロワットの発電所となった。次いで1928年（昭和3年）10月、運炭設備と空気予熱器が完成し、ボイラー容量が拡大された。以後認可出力は1万2000キロワットとなり、その後誘導通風機を設置するなどのボイラー容量拡大によって最終的に1万6350キロワットへ増加した。
事業者は頻繁に変更されており、1930年（昭和5年）5月10日に京阪電気鉄道（和歌山支店）から合同電気へ移管され、さらに1937年（昭和12年）3月31日、その合同電気が親会社東邦電力に合併されたため同社の発電所となった。加えて電力国家管理に伴い、1942年（昭和17年）4月1日付で東邦電力から日本発送電へ出資されている。日本発送電引継時、琴浦発電所の認可出力は1万6350キロワットのままであったが、太平洋戦争中の1943年（昭和18年）6月に5000キロワットタービン発電機が中国・華北電業へ譲渡されたため、1945年（昭和20年）3月に1万4000キロワットへ引き下げられた。
戦後の1951年（昭和26年）5月1日付で実施された電気事業再編成では、日本発送電から関西電力へ移管。その8年後の1959年（昭和34年）4月22日、琴浦発電所は廃止された。

## 設備構成
主要設備は以下の通り。
- ボイラー ： 計8缶、バブコック・アンド・ウィルコックス (B&W) 製
- 蒸気タービン ：
  - 周波数50ヘルツ側 ： 7500馬力1台、ブラウン・ボベリ製
  - 周波数60ヘルツ側 ： 1万馬力2台、三菱神戸造船所製
- 発電機
  - 周波数50ヘルツ側 ： 5000キロワット1台、ブラウン・ボベリ製
  - 周波数60ヘルツ側 ： 7000キロワット2台、三菱電機製

このように発生電力の周波数は50・60ヘルツの双方があるが、50ヘルツ発電機については60ヘルツ機増設後に60ヘルツへの周波数変換器（日立製作所製）が設置されている。